# Sultanaat Geledi
Het sultanaat Geledi (Somalisch: Saldanadda Geledi, Arabisch: سلالة غوبرون) was een sultanaat geregeerd door het Huis Gobroon in de Hoorn van Afrika gedurende de 18e en 19e eeuw. Het sultanaat werd gesticht door Ibrahim Adeer aan het einde van de 17e eeuw, toen het Ajuran-rijk uiteen was gevallen en Ibrahim Adeer de Silcis had verslagen. 
Met de bezetting van de hoofdstad Afgooye in 1908 door de Italianen kwam het sultanaat ten einde en werd Geledi een onderdeel van Italiaans-Somaliland.